# 货贝
货贝（学名：Monetaria moneta）又称黄宝螺，俗名白贝齿，是小型海螺的一个物种，为宝贝科货贝属的一种腹足纲软体动物。
货贝广泛分布于太平洋和印度洋的暖水区，多生活在潮间带中、低潮区，浅水的池塘内，退潮后，常隐藏在礁石块下面或礁石缝隙内，属于暖海产。
货贝的模式产地是马尔代夫岛。
该物种被称为“货贝”是因为其贝壳在金属货币广泛使用之前曾被很多太平洋及印度洋国家用作交换媒介，为一种常见的原始货币。

## 名称
货贝的中文名是指示其曾长期被用作货币的属性，它的学名为Monetaria moneta中“moneta”含义为“通货”，英文俗称为“Money cowry”含义也为货币贝壳。
另外也有指示其外形特征的称呼，如中文俗称“黄宝螺”，日语名“キイロダカラ”（黄色宝）指示该物种贝壳的颜色，中文俗称“白齿贝”则是该物种底部的颜色。
在论述货币相关内容时，一般称“贝币”，为与质地为铜、陶、玉等人工制造的贝币（仿贝）区分，也称“自然贝币”、“海贝”等。但除货贝外，也有一些其他物种的贝壳曾被用作货币。
货贝同时是一种中药材，在古代医书中一般被称为“贝子”，但并非专指货贝一个物种。

## 亚种及变型
亚种：
- Monetaria moneta barthelemyi (f) Bernardi, M., 1861 [4]

变型：
- Monetaria moneta form erosaformis[5]
- Monetaria moneta form harrisi Iredale, T., 1939 [6]
- Monetaria moneta form icterina Lamarck, J.B.P.A. de, 1810 [7]
- Monetaria moneta form rhomboides Schilder, F.A. & M. Schilder, 1933 [8]
- Monetaria moneta form tuberculosa Quoy, J.R.C. & J.P. Gaimard, 1834 [9]

## 形态

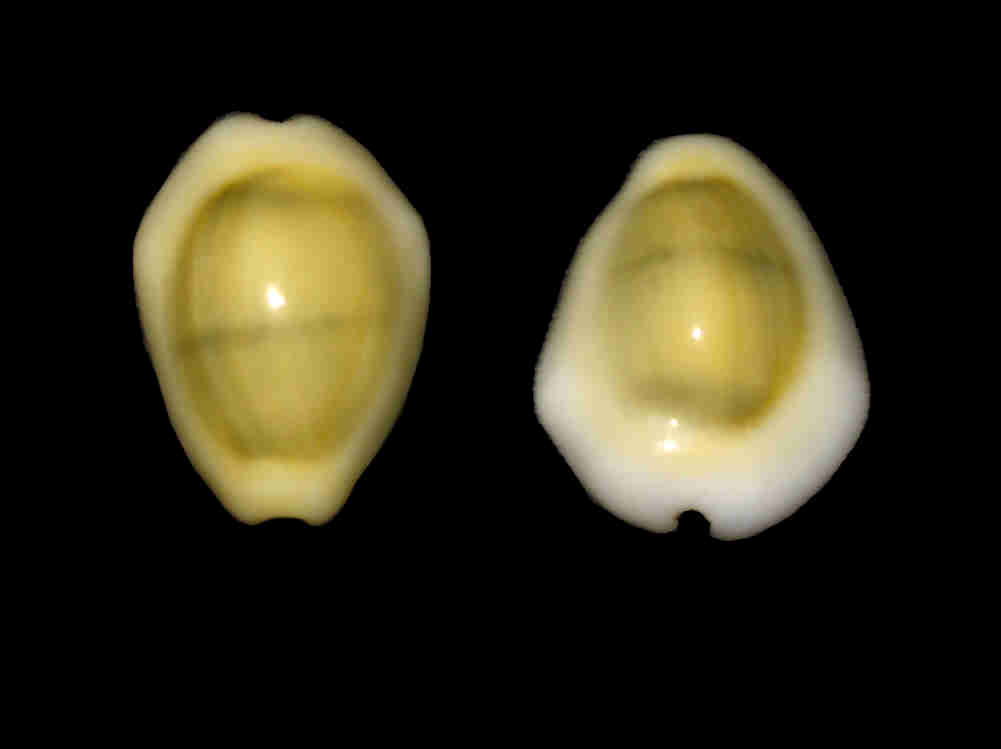
两个货贝贝壳

货贝的贝壳较小，一般在30mm-40mm长。通常为白色至麦草色。

## 分布及栖息地

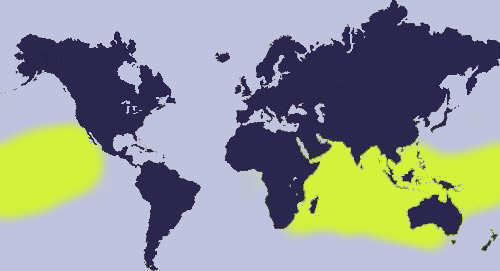
货贝的分布地图

货贝是印度洋-太平洋海域的热带水体中的一个常见物种。在多个地区都有货贝的分布，包括非洲东部及南部，马达加斯加，红海和波斯湾，波利尼西亚东部，加拉帕戈斯群岛，克利珀顿岛和科科斯群岛，中美洲，日本南部，中途岛和夏威夷，和新南威尔士州北部和主豪岛，台湾，香港，海南，西沙群岛，东沙群岛，南沙群岛等地。
货贝生活在潮间带礁石区及浅水潮池的海藻间或珊瑚遗骸之间，可以在退潮后的礁石底下和浅水池中很容易的发现。它们以生长在海底松散岩石和死珊瑚上的藻类及其他海洋植物为食。

## 人类利用
货贝的贝壳可被用于珠宝及其他装饰，如篮子、墙面等。

### 货币

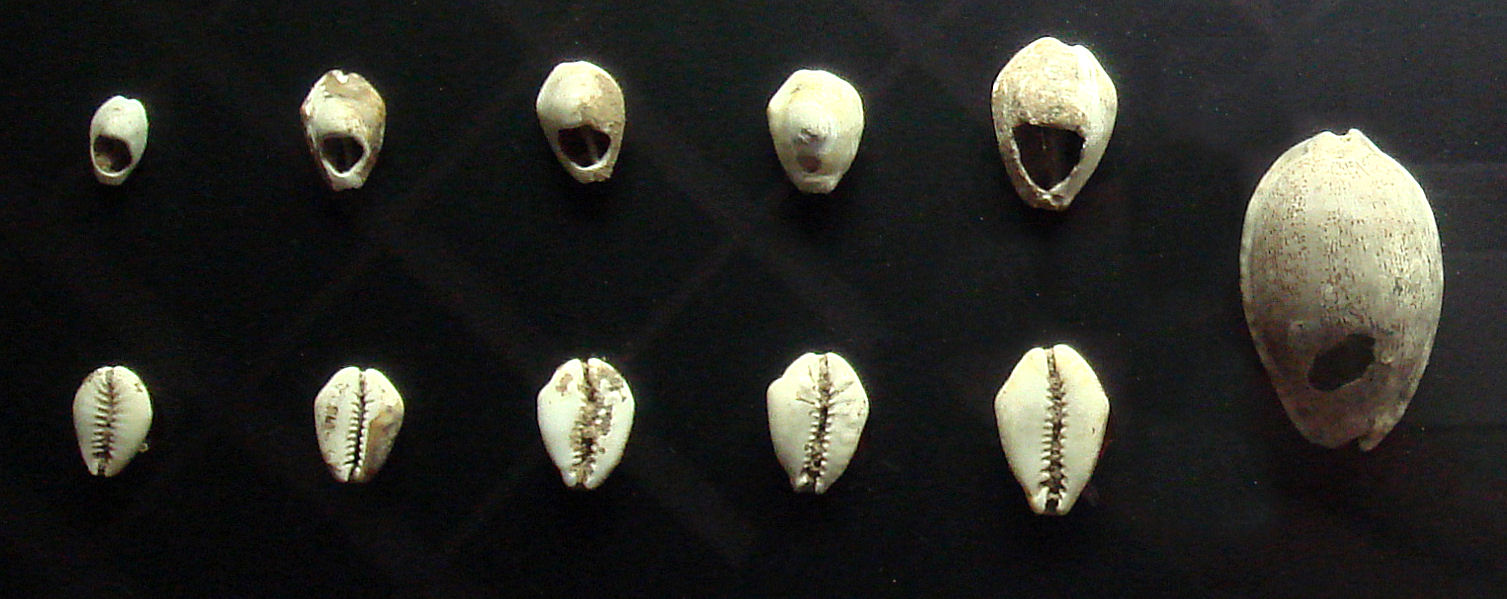
中国古代贝币，最右端较大的一个为其他物种

货贝的贝壳曾被非洲、亚洲的很多地区及太平洋的一些岛屿广泛的用作交换媒介，直至19世纪仍有一些地区在用。
马尔代夫是亚洲和非洲东海岸地区货贝的主要来源。大量马尔代夫产的货贝曾在奴隶贸易时期被欧洲殖民者引入非洲西部国家。
货贝也曾被欧洲殖民者用来与美洲原住民交易。

### 占卜
货贝仍然被很多非洲的信仰万物有灵的部落用来占卜。
在印度喀拉拉邦，一些特殊的货贝贝壳（在马拉雅拉姆语中被称为Kavidi കവിടി）被用于印度占星术中的占卜卜卦占星術。
对于Prashnam而言，将108个货贝贝壳旋转一定的次数，由古鲁呼唤和神灵祝福。这些Kavadi的一部分被分离并计数，以找出那个时候的守护星，并根据这些来进行预言。